# Cirolana (Anopsilana) barnardi
Cirolana (Anopsilana) barnardi is een pissebed uit de familie Cirolanidae. De wetenschappelijke naam van de soort is voor het eerst geldig gepubliceerd in 1992 door Bruce.